# Papa George
Papa George (* 9. Mai 1953 als George Papanicola in London) ist ein britischer Bluesgitarrist, Sänger und Songwriter.

## Biografie
George Papanicola ist der Sohn griechischer Zyprioten, die sich in London kennen lernten und dort heirateten. Im Alter von 10 Jahren bekam er von seinen Eltern seine erste Gitarre und brachte sich selbst das Spielen bei. Unter dem Einfluss von Bluesgrößen wie John Lee Hooker, Muddy Waters und Howlin Wolf, die in London Konzerte gaben, fand er im Blues seine Leidenschaft. Als Jugendlicher begann er, als Musiker aufzutreten. Seine erste Band „Taxi“ war 1983 Vorgruppe für Tina Turner.
Mehrfach spielte Papa George in den Vereinigten Staaten. 1986 gründete er die Papa George Band, die in London und Umgebung Erfolge feierte und in Europa tourte. Sie traten unter anderem mit Micky Moody, Zoot Money, Freddie Mercury, Paul Jones, Roger Chapman, Jon Lord und Gary Moore auf.
Neben seiner Arbeit mit der Band ist Papa George auch als Solist bekannt. Bisweilen tritt er mit bekannten Kollegen als Duo auf, etwa mit Micky Moody, Ken Emerson, Alan Glen oder Ali Maas.

## Auszeichnungen
- 2003: Der Song Moonshadows On Coconut Grove, geschrieben von Anne Marshall und Papa George, wurde von Ken Emerson gecovert, veröffentlicht auf dem Album Hawaiian Tangos, Hulas and Blues, das einen „Hawaiian Music Award“ erhielt
- 2004: Der Song Blues With A Feelin, geschrieben und interpretiert von Papa George, ist im Soundtrack des Films World White Waves, der beim Santa Fe Film Festival einen „Milagro Award“ erhielt
- 2013: Aufnahme in die Blues Hall of Fame als „Master Blues Artist from England“[4]
- 2016: British Blues Award in der Kategorie „British Blues Great“[5]

## Diskografie
- 1996: Nite With You – Papa George Band
- 2001: Being Free… Ain’t No Crime – Papa George
- 2004: Down At The Station – Papa George Band
- 2007: Live At The Ram Jam Featuring Alan Glen – Papa George (CD, DVD)